# Théâtre Capitol (Moncton)
Pour les articles homonymes, voir Théâtre Capitol.

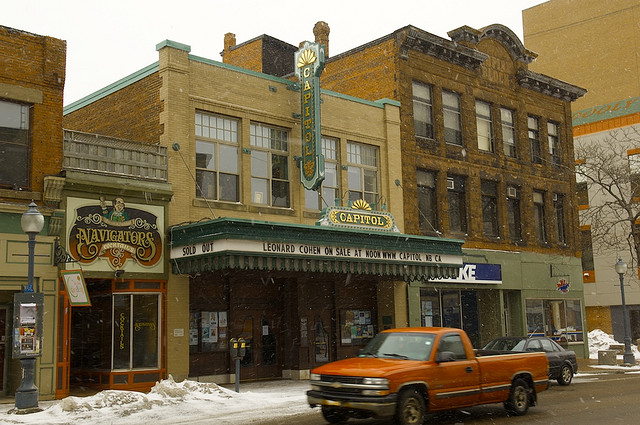
Le théâtre Capitol.

Le Théâtre Capitol ((en) : Capitol Theatre) à Moncton au Nouveau-Brunswick est une salle de spectacle vaudeville restaurée de 800 places. Il a été construit en 1926 par Ambrose Wheeler, après qu'un incendie a détruit le précédent.  Le Théâtre Capitol suit les plans de l'architecte René-Arthur Fréchet et il est orné par des œuvres les plus élaborées du décorateur de théâtre Emmanuel Briffa.  La salle est située sur la rue Main et est le centre du divertissement pour la ville. Ayant été converti en cinéma au début de son histoire, le théâtre fut acheté par la ville de Moncton en 1991, restauré dans son apparence originelle à partir de 1992, et officiellement rouvert en tant que salle de spectacle en 1993. Le théâtre héberge habituellement les productions de Theatre New Brunswick, ainsi que Symphonie Nouveau-Brunswick et des spectacles de danse.
Elle a été le site de la conférence de presse finale du VIIIe Sommet de la Francophonie, qui s'est tenu à Moncton, en septembre 1999.
Le théâtre est un site historique provincial.